# Orthographía española
La Orthographía española, publicada en 1741 por la Real Academia Española (RAE), es la primera publicación dedicada exclusivamente a las reglas de la ortografía del español publicada por dicha institución. El volumen constaba de 372 páginas de texto, incluyendo en frontispicio, la dedicatoria, fe de erratas, etc., más cuatro láminas al final.
La RAE ya había recogido las primeras reglas ortográficas en el «Discurso proemial de la orthographía de la lengua castellana» incluido en el último tomo de su Diccionario de autoridades (1726).

## Contenido

### Índice
(A continuación se respeta la ortografía original, p. ej. en el uso de las mayúsculas y espacios entre la coma, pero no la tipografía, p. ej. s larga (ſ) por s. Por otra parte, aunque la versión original no utiliza la tilde para las palabras que hoy en día terminan -ión, aquí sí se utiliza.)
INDICE DE LOS PARRAPHOS de este Tratado.

Introducción , y motivos porque se escribe.

§. I. Del origen de las letras , arte de escribir , y utilidad de la Orthographía. Plan.9.

§. II. De los châracteres , ó letras Españolas , su formación , y figura. Plan.54.

§. III. Dificultades , que se encuentran en ordenar , y disponer la Orthographía Española, Plan 89.

§. IV. De las letras en particular , y resolución de graves dificultades en el uso de ellas , para escribir con buena Orthographía. Plan.115.

§. V. De la concurrencia de varias consonantes. Plan.219.

§. VI. De la duplicación de las consonantes. Plan.226.

§. VII. De las letras mayúsculas , las líquidas , y de los diptongos. Plan.233.

§. VIII. De la synalepha , y apóstropho. Plan.240.

§. IX. De los acentos , y notas para la pronunciación. Plan.244.

§. X. De la división de las voces , y cláusulas. Plan.260.

§. XI. De diferentes notas , que se suelen usar en lo escrito , y su explicación. Plan.270.

§. XII. De las abreviaturas. Plan.280.

Orthographía práctica. Compendio de las reglas de Orthographía , según la doctrina dada en este Tratado para la facilidad de la memoria , y práctica de ellas. Plan.295.

Breve explicación de las láminas de las letras antiguas , y aviso para la inteligencia de sus Abecedarios. Plan.347.
Sus últimas páginas consisten en cuatro láminas: 
Lámina I: las Letras de las Monedas antiguas Españolas que se hallan en la Biblioteca Real

Lámina II: las Letras Góthicas (Runas, Ulphilanas y Monachales)
 
Lámina III: la Letra del Missal Mozárabe MS de Toledo, la Letra de Privilegios del Siglo X, la Letra de Libros Manuscritos del Siglo XI, la Letra de Privilegios del Siglo XIII

Lámina IV: las Letras usadas en las Impresiones Góthicas de España y muchas de ellas en los Libros manuscritos desde el Siglos XIII hasta el XVI.

## Ediciones sucesivas
Para su segunda edición, de 1754, pasa a titularse Ortografía de la lengua castellana, título que se mantiene para las ediciones sucesivas publicadas en los siglos XVIII y XIX (1763, 1770, 1775, 1779, 1792, 1815 y 1820).
Entre 1844 y 1866, se publicó trece ediciones del Prontuario de ortografía de la lengua castellana, de uso obligado en las escuelas públicas.
Asimismo, entre 1870 y 1931, se publicó treinta y una ediciones del Prontuario de ortografía de la lengua castellana en preguntas y respuestas. Para las tres últimas ediciones se cambió el título para sustituir la expresión «lengua castellana» por «lengua española».

### Nuevas normas
En 1952, la RAE publica la primera edición de las Nuevas normas de prosodia y ortografía, cuya segunda y tercera ediciones, de 1959 y 1965, respectivamente, se titulan, con la indicación de «Nuevo texto definitivo», Nuevas normas de prosodia y ortografía. Declaradas de aplicación preceptiva desde 1.º de enero de 1959.
La Ortografía de la lengua española de 1969 «incorpora al texto tradicional las nuevas normas declaradas de aplicación preceptiva desde 1.º de enero de 1959», mientras una nueva edición de 1974 mantiene «las nuevas normas declaradas de aplicación preceptiva desde 1.º de enero de 1959.

### Política lingüística común
En 1999 se publica una nueva edición de la Ortografía de la lengua española, siendo esta la primera vez que el texto está «formalmente orientado en la línea de una política lingüística común adoptada por todas las academias».
La última Ortografía académica está publicada en 2010.